# Derviš-paša Bajazidagić Mostarac
Derviš-paša Bajazidagić Mostarac (Mostar, polovica 16. st. - Kovin kod Budima, 1603.), bio je hrv. pjesnik i namjesnik Bosne.

## Životopis
Rođen u Mostaru od oca Bajezidage. Za vrijeme sultana Selima II. po adžami-oglanu doveden na dvor. U Carigradu završio visoke škole. Spominje ga se kao sokolarskog glavara (dogandži-baša) 1587. godine. Bio verziran u klasičnoj perzijskoj književnosti. S perzijskog na turski preveo je Muradnamu. U osmanskoj hijerarhiji dogurao daleko, do savjetnika sultana Murata III. Godine 1592. bio je carski savjetnik (niusa-hibi has) i ostao na toj funkciji do smrti Murata III. 1595. godine. Sudjelovao u borbama po Ugarskoj. Sudjelovao kod zauzeća Egre. Godine 1598. imenovan na dužnost namjesnika u Bosni. Poslije je vraćen u Ugarsku gdje je bio zapovjednik utvrde (muhafiz) u Egri. Godine 1601. opet je u Bosni. U oba je navrata ratovao s bosanskom vojskom po Ugarskoj. Godine 1603. poginuo je na Margaretinom otoku pod Budimom. 
Napisao je dvije zbirke pjesmama koje je napisao na perzijskom i na turskom. Napisao je nekoliko pjesama na hrvatskom jeziku, pjevajući o Mostaru  (Gazel o Mostaru). Prema Fevzi Mostarcu, prepjevao je Mesneviju Mevlana Dželaludina Rumija u dva dijela. Dan pred smrt spjevao je "Gazel o sudbini". Sin mu Ahmedbeg također je bio pjesnik i na glasu kao ratni junak.
U Mostaru je 1592. izgradio džamiju i uz nju knjižnicu, koju je opskrbio lijepim brojem rukopisa. Od knjižnice danas nije ostalo traga. Mjesto i ostaci graditeljske cjeline Derviš-paše Bajezidagića džamije danas su nacionalni spomenik BiH.